# Уфимская область
Уфи́мская о́бласть (баш. Өфө өлкәһе) — административно-территориальная единица РСФСР, существовавшая с 29 мая 1952 года по 30 апреля 1953 года в составе Башкирской АССР.
Центр — город Уфа. Площадь — 69,9 тыс. км².
1-й секретарь Уфимского областного комитета ВКП(б) — КПСС с 1952 по май 1953 — Курбангулов, Хаби Лукманович.

## История

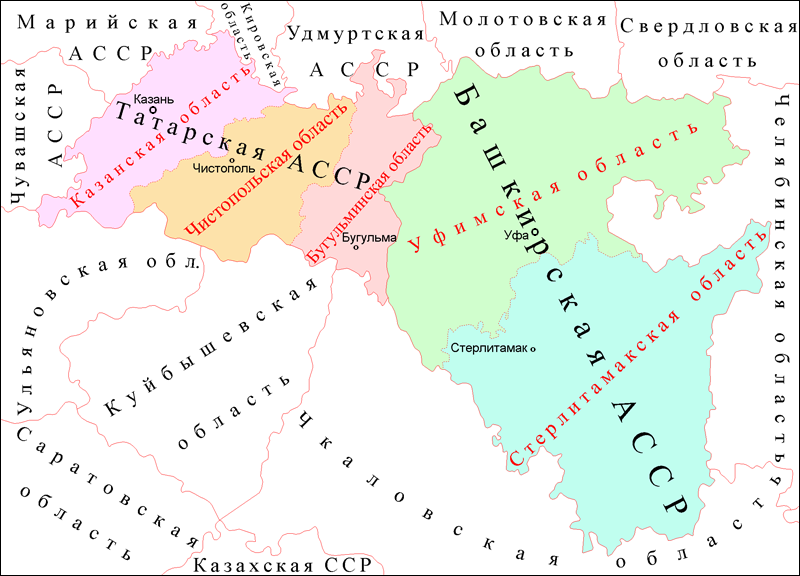
Области Татарской и Башкирской АССР в 1953 году

Уфимская область (наряду со Стерлитамакской) была образована 29 мая 1952 года в ходе эксперимента по введению областного деления внутри крупных АССР.
Год спустя эксперимент был признан неудачным и область упразднили (30 апреля 1953 года).

## География
Располагалась в северной части Башкирской АССР.

## Административное деление
Столица — Уфа (с оставлением его в республиканском подчинении)
- Городов областного подчинения — 2 (Октябрьский, Черниковск).
- Городов районного подчинения — 4 (Белебей, Бирск, Благовещенск, Давлеканово).
- Сельских районов — 38 (Альшеевский, Аскинский, Байкибашевский, Бакалинский, Балтачевский, Белебеевский, Белокатайский, Бижбулякский, Бирский, Благоварский, Благовещенский, Буздякский, Бураевский, Давлекановский, Дуванский, Дюртюлинский, Ермекеевский, Иглинский, Илишевский, Калтасинский, Кандринский, Караидельский, Кигинский, Краснокамский, Кушнаренковский, Мечетлинский, Мишкинский, Нуримановский, Покровский, Салаватский, Татышлинский, Туймазинский, Улу-Телякский, Уфимский, Чекмагушевский, Чишминский, Шаранский, Янаульский).
- Городских районов — 3.
- Посёлков городского типа — 12.
- Поселковых советов сельского типа — 1.
- Сельсоветов — 803.